# Lista de estádios de futebol do Amapá
Esta é uma lista dos estádios de futebol do Amapá, com um breve resumo de suas informações.

## Estádios deMacapá
| Estádio                               | Nome popular                          | Capacidade | Localidade                       | Proprietário               | Time | Inauguração           | Ref   |
| ------------------------------------- | ------------------------------------- | ---------- | -------------------------------- | -------------------------- | --- | --------------------- | ----- |
| Arena Francisco Jorge Pantoja Cardoso | Arena do Muca                         |            | Marco Zero                       |                            | Combatente e Portuguesa-AP | 22 de maio de 2021    | [ 1 ] |
| Campo de São Joaquim do Pacuí         |                                       |            | Distrito de São Joaquim do Pacuí |                            | AEC São Joaquim do Pacuí |                       |       |
| Estádio Municipal Glicério Marques    | Glicerão, Estádio Municipal de Macapá | 5.630      | Central                          | Prefeitura de Macapá       | Amapá Clube, Cristal, Cruzeiro-AP, Independente, Lagoa, Latitude Zero, Macapá, Oratório, Santos, São José, São Paulo, Trem e Ypiranga | 15 de janeiro de 1950 | [ 2 ] |
| Estádio Milton de Souza Corrêa        | Zerão                                 | 13.680     | Marco Zero                       | Governo do Estado do Amapá | Amapá Clube, Atlético Amapaense, Canário, Cristal, Macapá, Portuguesa-AP, Santos, São Paulo, Trem e Ypiranga                          | 17 de outubro de 1990 | [ 3 ] |

## Estádios daRegião Metropolitanae interior
| Estádio                             | Nome popular                | Capacidade | Localidade       | Proprietário                   | Time                                                   | Inauguração | Ref   |
| ----------------------------------- | --------------------------- | ---------- | ---------------- | ------------------------------ | ------------------------------------------------------ | ----------- | ----- |
| Estádio Felipe Alves                | Felipão                     |            | Calçoene         |                                |                                                        |             |       |
| Estádio Municipal de Calçoene       |                             |            | Calçoene         |                                | ADEC                                                   |             | [ 4 ] |
| Estádio Municipal Valentim Monteiro | Municipal de Ferreira Gomes |            | Ferreira Gomes   | Prefeitura de Ferreira Gomes   | SERB BARE Liga de Ferreira Gomes                       |             |       |
| Estádio Municipal João Queiroga     | Queirogão                   | 2.000      | Laranjal do Jari | Prefeitura de Laranjal do Jari | Liga de Laranjal do Jari                               |             |       |
| Estádio Aluizio Videira             | Videirão                    | 2.000      | Mazagão          |                                | Mazagão Liga de Mazagão                                |             |       |
| Estádio Municipal Antonio Villela   | Villelão                    | 2.000      | Santana          | Prefeitura de Santana          | Aliança Independente Santana Liga de Santana Renovação |             |       |
| Estádio Municipal Augusto Antunes   | Augustão                    | 5.000      | Santana          | Prefeitura de Santana          | Santana Independente Aliança Liga de Santana           |             |       |
| Estádio Municipal Natizão           |                             |            | Oiapoque         |                                |                                                        |             | [ 5 ] |

## Centros de Treinamento
| Nome         | Capacidade | Localidade | Proprietário | Inauguração |
| ------------ | ---------- | ---------- | ------------ | ----------- |
| CT do Santos |            | Macapá     | Santos       |             |
| CT do Trem   |            | Macapá     | Trem         |             |